# Friedrich Böhm (Ingenieur)
Friedrich Böhm (* 28. Dezember 1930 in Wien; † 28. Februar 2013 in Berlin) war ein österreichisch-deutscher Ingenieur und Hochschullehrer.

## Leben
Nach Studium des Maschinenbaus und Promotion an der Technischen Hochschule Wien habilitierte sich Böhm 1966 mit der Schrift Zur Mechanik des Luftreifens an der Technischen Hochschule Stuttgart (heute: Universität Stuttgart). Von 1970 bis 1973 war er ordentlicher Professor für Mechanik und Schwingungslehre an der Technischen Universität Darmstadt, von 1974 bis 1978 war er als Mitglied des Vorstandes bei dem österreichischen Unternehmen Semperit AG tätig und von 1979 bis zu seiner Emeritierung im Jahr 1996 war er ordentlicher Professor für Mechanik, Schwingungslehre und Fahrdynamik an der TU Berlin.
An der TU Berlin erschloss Böhm neue Anwendungsfelder für die Mechanik, insbesondere im Fahrzeugbau und der Landtechnik. Das von ihm aufgebaute Fachgebiet der Reifenmechanik erhielt zahlreiche Projektförderungen und wurde zu einem Sonderforschungsbereich der Deutschen Forschungsgemeinschaft. Von der Einrichtung im Jahr 1986 bis zum Ende des Sonderforschungsbereichs im Jahr 1995 war er Sprecher des Sonderforschungsbereichs 181 „Hochfrequenter Rollkontakt der Fahrzeugräder“.

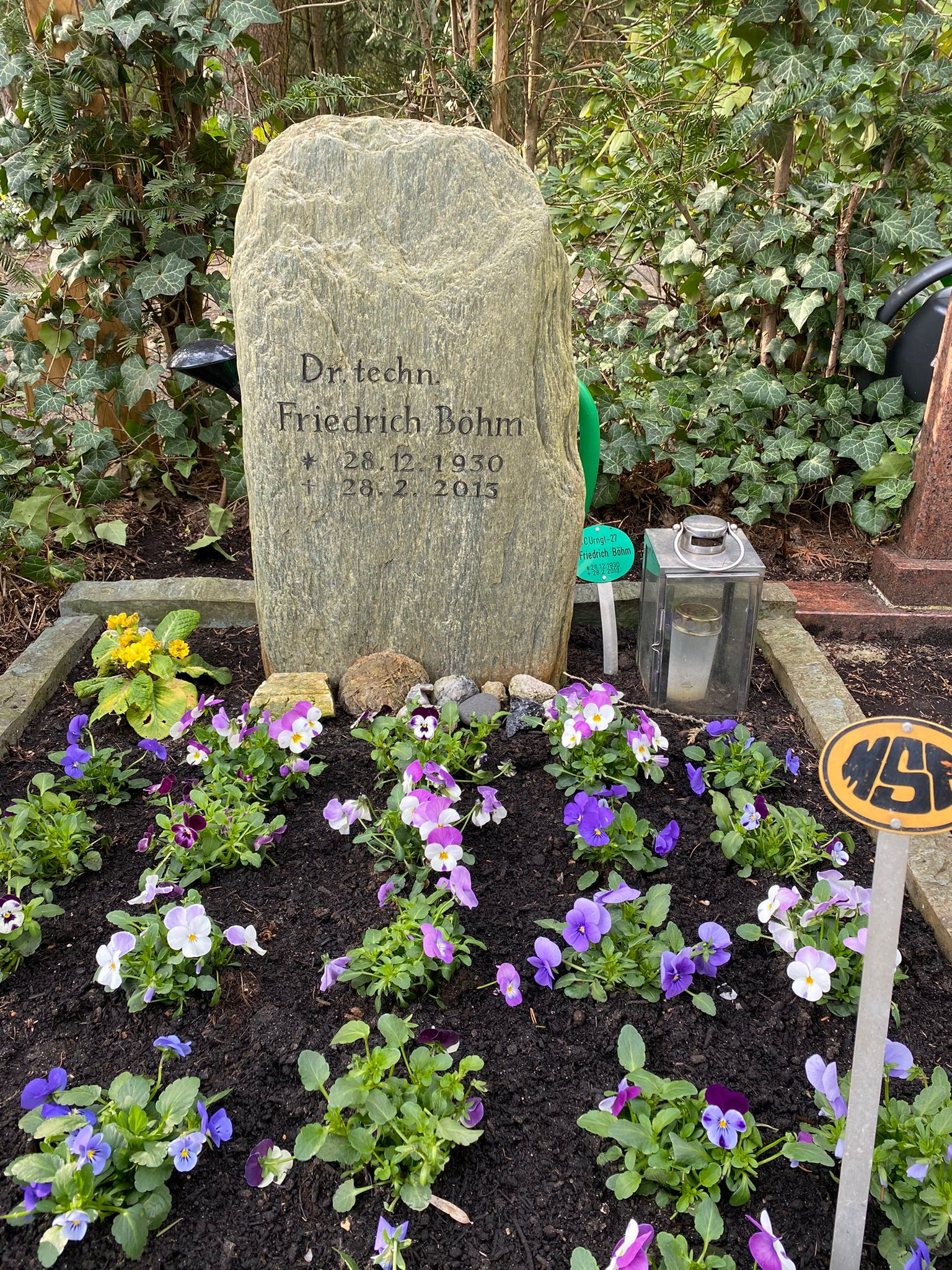
Grabstätte auf dem Parkfriedhof Lichterfelde

Seine letzte Ruhestätte fand er auf dem Parkfriedhof Lichterfelde in Berlin.

## Veröffentlichungen
- Zur Mechanik des Luftreifens. (Habil.) Stuttgart 1966.
- Hochfrequentierte Rolldynamik des Gürtelreifens: des Kreisringmodell und seine Erweiterung (mit Marian Swierczek und Gyula Csaki). Düsseldorf 1989, ISBN 3-18-143512-0.
- Some theoretical models for computation of tire nonuniformities. (mit Matthias Kollatz). Düsseldorf 1989, ISBN 3-18-142412-9.
- Hochfrequenter Rollkontakt der Fahrzeugräder. Ergebnisse aus dem gleichnamigen Sonderforschungsbereich an der Technischen Universität Berlin. Weinheim, Bonn 1998, ISBN 3-527-27723-4.